# ガツコ
ガツコ (セルビア語: Гацко、ボスニア語: Gacko、クロアチア語: Gacko)はボスニア・ヘルツェゴビナを構成する構成体のうちスルプスカ共和国に属する町およびそれを中心とした基礎自治体で、トレビニェ地方に位置する。

## 地理
ガツコの町からモンテネグロまでの距離は至近で、自治体の面積は736平方キロメートル（284.2平方マイル）を占めボスニア・ヘルツェゴビナでも、面積の大きな自治体の1つである。

## 歴史
中世、ガツコはセルビア公国 (en) やセルビア王国の郡 župa であった。1276年、セルビアの君主であったステファン・ドラグティンは父親のステファン・ウロシュ1世の軍勢とガタチュコ・ポリェ (Gatačko polje ) で戦い、後に王位を奪っている。ガツコは当時、ドゥブロヴニクとフォチャを結ぶ通商ルート沿いに位置し重要な商業的な中心であった。波乱の歴史の中で、ガツコの支配者はしばしば変わり、ドゥシャンの王朝が倒れるとボスニア王国の一部になり1465年にはオスマン帝国の支配下に入った。1878年にはベルリン会議の決定によりオーストリア＝ハンガリー帝国が統治者となった。14世紀、この地域はヴォイノヴィチ家の下にあったザクルミアの中心であった。1908年、オーストリア＝ハンガリー帝国はボスニア・ヘルツェゴビナを併合し、それによるボスニア危機を火種とし第一次世界大戦の引き金の要因となった。後にガツコはスロベニア人・クロアチア人・セルビア人国の一部となり1918年にはユーゴスラビア王国となっている。ユーゴスラビアには1992年のボスニア・ヘルツェゴビナの独立宣言まで残っていた。ボスニア・ヘルツェゴビナ紛争時には激戦地で、デイトン合意により紛争終結後はスルプスカ共和国の自治体となっている。

## 集落
- Avtovac
- Bahori
- Bašići
- Berušica
- Brajićevići
- Branilovići
- Cernica
- Čemerno
- Danići
- Dobrelji
- Domrke
- Donja Bodežišta
- Dramešina
- Dražljevo
- Drugovići
- Dubljevići
- Fojnica|
- Gacko
- Gareva
- Gornja Bodežišta
- Gračanica
- Gradina
- Hodinići
- Igri
- Izgori
- Jabuka
- Jasenik
- Jugovići
- Kazanci
- Ključ
- Kokorina
- Kravarevo
- Kula
- Lipnik
- Lončari
- Luka
- Lukovice
- Ljeskov Dub
- Medanići
- Međuljići
- Mekavci
- Melečići
- Miholjače
- Mjedenik
- Mrđenovići
- Muhovići
- Nadinići
- Novi Dulići
- Platice
- Poda
- Pridvorica
- Pržine
- Ravni
- Rudo Polje
- Samobor
- Slivlja
- Soderi
- Srđevići
- Stambelići
- Stari Dulići
- Stepen
- Stolac
- Šipovica
- Šumići
- Ulinje
- Višnjevo
- Vratkovići
- Vrba|
- Zagradci
- Zurovići i Žanjevica.

## 経済

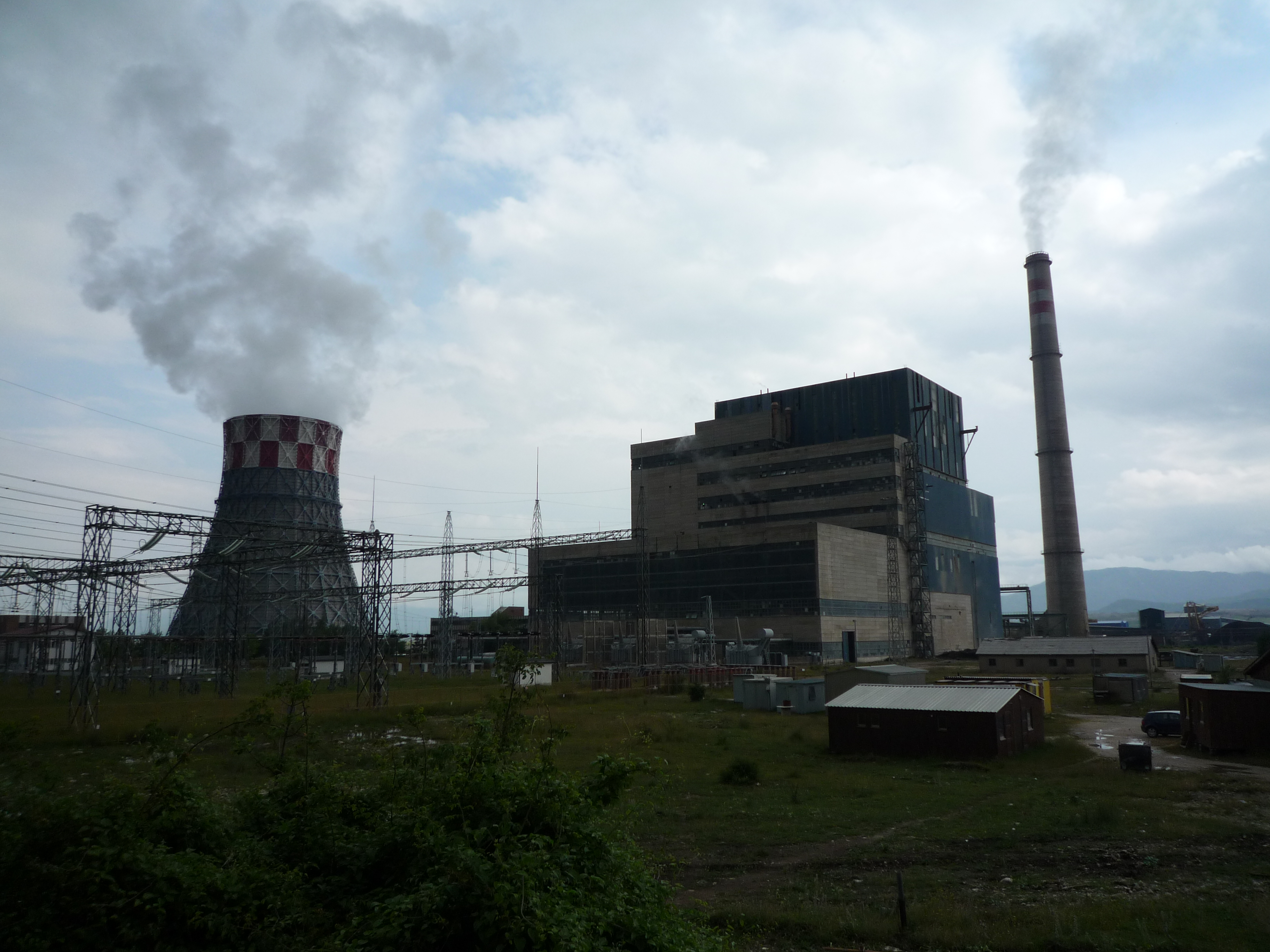
ガツコの発電所

ガツコには熱電発電所があり、自治体内の主要な雇用主となっている。チェコの電力会社であるチェズグループが新しい発電所の建設を意図している。

## スポーツ
地元のサッカークラブにはFKムラドスト・ガツコがあり、スルプスカ共和国サッカー1部リーグでプレーしている。

## 著名人
- サーシャ・スタロビッチ - プロバレーボール選手

## 人口動態
| 調査年 | 合計   | セルビア人     | ボシュニャク人 | クロアチア人 | ユーゴスラビア人 | その他      |
| 自治体 | 自治体 | 自治体         | 自治体         | 自治体       | 自治体           | 自治体      |
| ------ | ------ | -------------- | -------------- | ------------ | ---------------- | ----------- |
| 1991   | 10,788 | 6,661 (61.74%) | 3,858 (35.76%) | 29 (0.26%)   | 084 (0.77%)      | 156 (1.44%) |
| 1981   | 10,279 | 6,215 (60.46%) | 3,424 (33.31%) | 21 (0.20%)   | 346 (3.36%)      | 273 (2.65%) |
| 1971   | 12,033 | 7,634 (63.44%) | 4,184 (34.77%) | 15 (0.12%)   | 020 (0.16%)      | 180 (1.49%) |
| 市街   |        |                |                |              |                  |             |
| 1991   | 2,253  | 4,584          | 2,144          | 28           | 78               | 81          |